# Aberit
Aberit, auch Abaryte, war ein ägyptischer Goldschmied römischer Zeit.
Er ist einzig von einem demotischen Graffito der zweiten Hälfte des 3. Jahrhunderts bekannt, das sich am Isis-Tempel im oberägyptischen Philae erhalten hat und besagt, dass er am Tempel angestellt war und aus einer Dynastie von Goldschmieden stammt. Das von ihm selbst angebrachte Graffito ist in das Jahr 273 datiert. Der Name ist nicht ägyptischer, sondern meroitischer Herkunft. Somit stammte seine Familie wahrscheinlich aus Nubien.